# Agustí Murillo Barberà
Agustí Murillo Barberà (Castelló, 26 de juny de 1972), més conegut com a Agustí, és un pilotaire valencià, mitger en la modalitat de raspall.